# Miguel Klauß
Miguel Klauß (* 7. Juli 1986 in Nagold) ist ein deutscher Politiker (AfD). Seit 2021 ist er Abgeordneter im Landtag von Baden-Württemberg. Er ist stellvertretender Fraktionsvorsitzender der AfD Baden-Württemberg.

## Leben
Klauß wuchs in Mötzingen im Landkreis Böblingen auf. Nach der Mittleren Reife an der Christiane-Herzog-Realschule in Nagold durchlief er eine Ausbildung zum Mechatroniker in der Automobilindustrie. Es folgten Weiterbildungen zum Technischen Fachwirt und zum Technischen Betriebswirt bei der IHK. Vor seiner politischen Tätigkeit arbeitete Klauß insgesamt 18 Jahre bei Mercedes-Benz in den Tätigkeitsbereichen Produktionsplanung, Motorenentwicklung, Vertriebsplanung und Einkauf. Er wohnt in Nagold, ist verheiratet und Vater zweier Kinder.

## Politik
Klauß ist seit 2013 Mitglied der AfD. 
Bei den Kommunalwahlen 2019 kandidierte Klauß sowohl für den Kreistag des Landkreises Calw als auch für den Gemeinderat der Stadt Nagold und wurde in beide Gremien gewählt. Nach einer Entscheidung des Regierungspräsidiums Karlsruhe durfte er jedoch beide Mandate nicht antreten, weil der tatsächliche Wohnsitzwechsel in sein neu erbautes Haus später erfolgt war als die polizeiliche Ummeldung. Demnach war er am Wahltag weder in der Stadt noch im Landkreis wahlberechtigt.
Bei der Landtagswahl in Baden-Württemberg 2021 erzielte Klauß im Wahlkreis Calw 13,5 % der Stimmen und sicherte sich damit ein Zweitmandat. Seit September 2023 ist er einer der stellvertretenden Vorsitzenden der AfD-Fraktion im Landtag.
Klauß ist Mitglied und Arbeitskreis-Sprecher im Ausschuss für Verkehr. Er ist außerdem stellvertretendes Mitglied im Ausschuss für Landesentwicklung und Wohnen, Ausschuss des Inneren, für Digitalisierung und Kommunen, Ausschuss für Wissenschaft, Forschung und Kunst, Ausschuss für Ernährung, Ländlichen Raum und Verbraucherschutz, Ausschuss für Landesentwicklung und Wohnen und im Petitionsausschuss. Er ist ebenfalls stellvertretendes Mitglied im Präsidium des Landtages.  Er war im Februar 2022 Mitglied der 17. Bundesversammlung zur Wahl des Bundespräsidenten.
Seit März 2025 ist Klauß gemeinsam mit Andreas Grammel Sprecher des AfD-Kreisverbands Calw-Freudenstadt.

## Kontroversen
Am 2. Februar 2022 bezeichnete Klauß den amtierenden Bundespräsidenten in einer Plenarsitzung u. a. als „Spalter“ und „Hetzer“. Auf die darauffolgende Ermahnung durch den stellvertretenden Landtagspräsidenten Wolfgang Reinhart antwortete er mit einem Diktaturvergleich. Als Folge musste Klauß die laufende Sitzung verlassen und wurde für zwei weitere Sitzungen gesperrt.